# Людина в прохідному дворі
«Людина в прохідному дворі» (рос. «Человек в проходном дворе») — український радянський чотирисерійний художній фільм 1971 року режисера Марка Орлова. Детектив, в основі якого лежить однойменна повість Дмитра Тарасенкова. На екрани фільм вийшов в 1972 році.

## Сюжет
У невеликому прибалтійському містечку убитий колишній партизан Григорій Юшков. Його вдарили по голові кастетом в прохідному дворі. В ході попереднього слідства з'ясовується, що вбивство пов'язане з подіями більш ніж двадцятирічної давнини — загибеллю партизанського загону і підпільників в 1944 році, виданих провокатором на прізвисько «Кентавр», тому розслідування виявляється в компетенції КДБ. Розслідування доручають молодому співробітнику Борису Вараксину, якого поки ніхто у місті не знає. Видаючи себе за студента, який приїхав підробити, Вараксин оселяється в той самий готельний номер, де проживав загиблий…

## У ролях
- Геннадій Корольков —  Борис Вараксин, співробітник КДБ
- Іван Переверзєв —  Іван Войтина, сусід Вараксина за номером
- Харій Лієпіньш —  Отто Пухальский, сусід Вараксина за номером
- Віктор Чекмарьов —  Генріх Буш, друг Юшкова
- Антс Ескола —  Мартін Мягер, сусід Буша
- Ірина Скобцева —  Клавдія Юшкова, дружина вбитого
- Віра Саранова —  Рая Познанська, покоївка готелю
- Вацлав Дворжецький —  Киргемаа, начальник міськвідділу КДБ
- Микола Єременко (старший) —  Сібул, капітан міліції
- Олга Круміня —  Тійна Лаанеметс, колишня підпільниця
- Микола Лебедєв —  Володимир Попов, водій автобуса
- Еве Ківі —  Христина Куслап, співробітниця КДБ
- Лев Перфілов —  епізод, співробітник КДБ

## Творча група
- Сценарій: Дмитро Тарасенков
- Режисер-постановник: Марк Орлов
- Оператор-постановник: Володимир Давидов
- Композитор: Людгард Гедравічус